# Cryptochetum brachycerum
Cryptochetum brachycerum är en tvåvingeart som beskrevs av Thorpe 1941. Cryptochetum brachycerum ingår i släktet Cryptochetum och familjen Cryptochetidae.
Artens utbredningsområde är Kenya. Inga underarter finns listade i Catalogue of Life.